# Баргед
Баргед (англ. Barrhead) — містечко в Канаді, у провінції Альберта, у складі муніципального району Баргед № 11.

## Населення
За даними перепису 2016 року, містечко нараховувало 4579 осіб, показавши зростання на 3,3%, порівняно з 2011-м роком. Середня густина населення становила 560,4 осіб/км².
З офіційних мов обидвома одночасно володіли 195 жителів, тільки англійською — 4 200, а 15 — жодною з них. Усього 545 осіб вважали рідною мовою не одну з офіційних, з них 30 — українську.
Працездатне населення становило 2 105 осіб (60,1% усього населення), рівень безробіття — 6,9% (8,1% серед чоловіків та 5,7% серед жінок). 88,6% осіб були найманими працівниками, а 10,2% — самозайнятими.
Середній дохід на особу становив $46 501 (медіана $34 144), при цьому для чоловіків — $57 265, а для жінок $37 001 (медіани — $42 976 та $28 437 відповідно).
28,9% мешканців мали закінчену шкільну освіту, не мали закінченої шкільної освіти — 26,7%, 44,3% мали післяшкільну освіту, з яких 29,7% мали диплом бакалавра, або вищий.
| Статево-вікова структура населення | Статево-вікова структура населення | Статево-вікова структура населення | Статево-вікова структура населення | Статево-вікова структура населення |
| ---------------------------------- | ---------------------------------- | ---------------------------------- | ---------------------------------- | ---------------------------------- |
|                                    |                                    |                                    |                                    |                                    |
| Всього                             | Всього                             | 47,8%52,2%                         |                                    |                                    |
| 0 — 14 років                       | 0 — 14 років                       |                                    | 17,2%                              | 17,2%                              |
| 15 — 64 років                      | 15 — 64 років                      |                                    | 55,7%                              | 55,7%                              |
| 65 і більше                        | 65 і більше                        |                                    | 27,1%                              | 27,1%                              |
| 85 і більше                        | 85 і більше                        |                                    | 5,9%                               | 5,9%                               |
| Середній вік (років)               | Середній вік (років)               | 42,247,7                           | 45,1                               | 45,1                               |
| Медіана (років)                    | Медіана (років)                    | 40,349,6                           | 45,7                               | 45,7                               |
| — чоловіки — жінки                 |                                    |                                    |                                    |                                    |

| Походження мешканців:     | Походження мешканців:     | Походження мешканців: | Походження мешканців: | Походження мешканців: |
| ------------------------- | ------------------------- | --------------------- | --------------------- | --------------------- |
| Походження                |                           |                       | осіб                  | %                     |
| Корінні американці        | Корінні американці        |                       | 300                   | 6.55%                 |
| Інше північноамериканське | Інше північноамериканське |                       | 1 180                 | 25.77%                |
| Європейське               | Європейське               |                       | 3 405                 | 74.36%                |
| британське                | британське                |                       | 1 840                 | 40.18%                |
| французьке                | французьке                |                       | 515                   | 11.25%                |
| українське                | українське                |                       | 365                   | 7.97%                 |
| Латинськоамериканське     | Латинськоамериканське     |                       | 80                    | 1.75%                 |
| Африканське               | Африканське               |                       | 60                    | 1.31%                 |
| Азійське                  | Азійське                  |                       | 230                   | 5.02%                 |

| Зайнятість населення за галузями (за класифікацією NOC): | Зайнятість населення за галузями (за класифікацією NOC): | Зайнятість населення за галузями (за класифікацією NOC): | Зайнятість населення за галузями (за класифікацією NOC): | Зайнятість населення за галузями (за класифікацією NOC): |
| -------------------------------------------------------- | -------------------------------------------------------- | -------------------------------------------------------- | -------------------------------------------------------- | -------------------------------------------------------- |
|                                                          |                                                          |                                                          |                                                          |                                                          |
| Управління                                               | Управління                                               |                                                          | 10,6%                                                    | 10,6%                                                    |
| Бізнес, фінанси та адміністрування                       | Бізнес, фінанси та адміністрування                       |                                                          | 10,8%                                                    | 10,8%                                                    |
| Природничі та прикладні науки                            | Природничі та прикладні науки                            |                                                          | 3,1%                                                     | 3,1%                                                     |
| Охорона здоров'я                                         | Охорона здоров'я                                         |                                                          | 10,8%                                                    | 10,8%                                                    |
| Освіта, правозахист, муніципальні та урядові служби      | Освіта, правозахист, муніципальні та урядові служби      |                                                          | 10,8%                                                    | 10,8%                                                    |
| Мистецтво, культура, відпочинок та спорт                 | Мистецтво, культура, відпочинок та спорт                 |                                                          | 1,9%                                                     | 1,9%                                                     |
| Роздрібна торгівля та послуги                            | Роздрібна торгівля та послуги                            |                                                          | 22,1%                                                    | 22,1%                                                    |
| Гуртова торгівля, транспорт та обладнання                | Гуртова торгівля, транспорт та обладнання                |                                                          | 20,7%                                                    | 20,7%                                                    |
| Природні ресурси, сільське господарство                  | Природні ресурси, сільське господарство                  |                                                          | 4,6%                                                     | 4,6%                                                     |
| Виробництво                                              | Виробництво                                              |                                                          | 4,6%                                                     | 4,6%                                                     |

## Клімат
Середня річна температура становить 2°C, середня максимальна – 21°C, а середня мінімальна – -22,8°C. Середня річна кількість опадів – 495 мм.
| Клімат поселення                              | Клімат поселення | Клімат поселення | Клімат поселення | Клімат поселення | Клімат поселення | Клімат поселення | Клімат поселення | Клімат поселення | Клімат поселення | Клімат поселення | Клімат поселення | Клімат поселення | Клімат поселення |
| Показник                                      | Січ.             | Лют.             | Бер.             | Квіт.            | Трав.            | Черв.            | Лип.             | Серп.            | Вер.             | Жовт.            | Лист.            | Груд.            |                  |
| Середній максимум, °C                         | −9,44            | −4,4             | 1,29             | 10,32            | 17,02            | 20,95            | 20,66            | 20,00            | 14,85            | 9,49             | −1,08            | −8,58            |                  |
| Середня температура, °C                       | −16,12           | −11,1            | −5,4             | 3,66             | 10,34            | 14,28            | 16,08            | 15,44            | 10,29            | 4,90             | −5,65            | −13,14           |                  |
| Середній мінімум, °C                          | −22,78           | −17,76           | −12,06           | −3,02            | 3,68             | 7,62             | 11,52            | 10,88            | 5,71             | 0,34             | −10,22           | −17,72           |                  |
| Норма опадів, мм                              | 24               | 17               | 17               | 24               | 47               | 92               | 94               | 71               | 42               | 23               | 22               | 22               |                  |
| Середньомісячна швидкість вітру, м/с          | 3.23             | 3.40             | 3.40             | 3.50             | 3.50             | 3.10             | 2.90             | 2.80             | 3.00             | 3.35             | 3.20             | 3.20             |                  |
| Середньомісячна сонячна радіація, кДж/м²·день | 3171             | 6604             | 11963            | 17202            | 20396            | 21906            | 21929            | 18247            | 12354            | 7192             | 3485             | 2303             |                  |
| --------------------------------------------- | ---------------- | ---------------- | ---------------- | ---------------- | ---------------- | ---------------- | ---------------- | ---------------- | ---------------- | ---------------- | ---------------- | ---------------- | ---------------- |
| Джерело:                                      |                  |                  |                  |                  |                  |                  |                  |                  |                  |                  |                  |                  |                  |

## Галерея

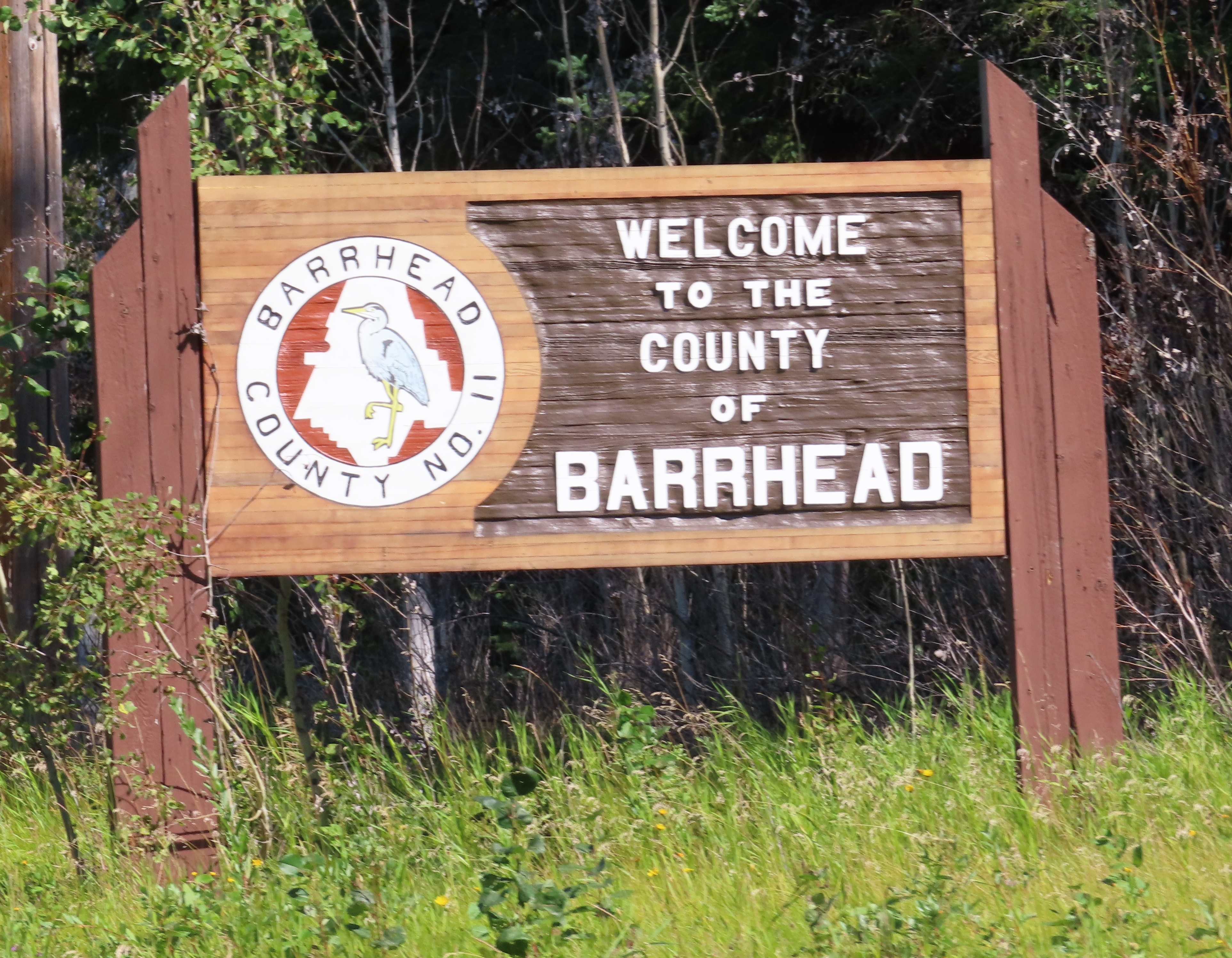
Вітальний знак
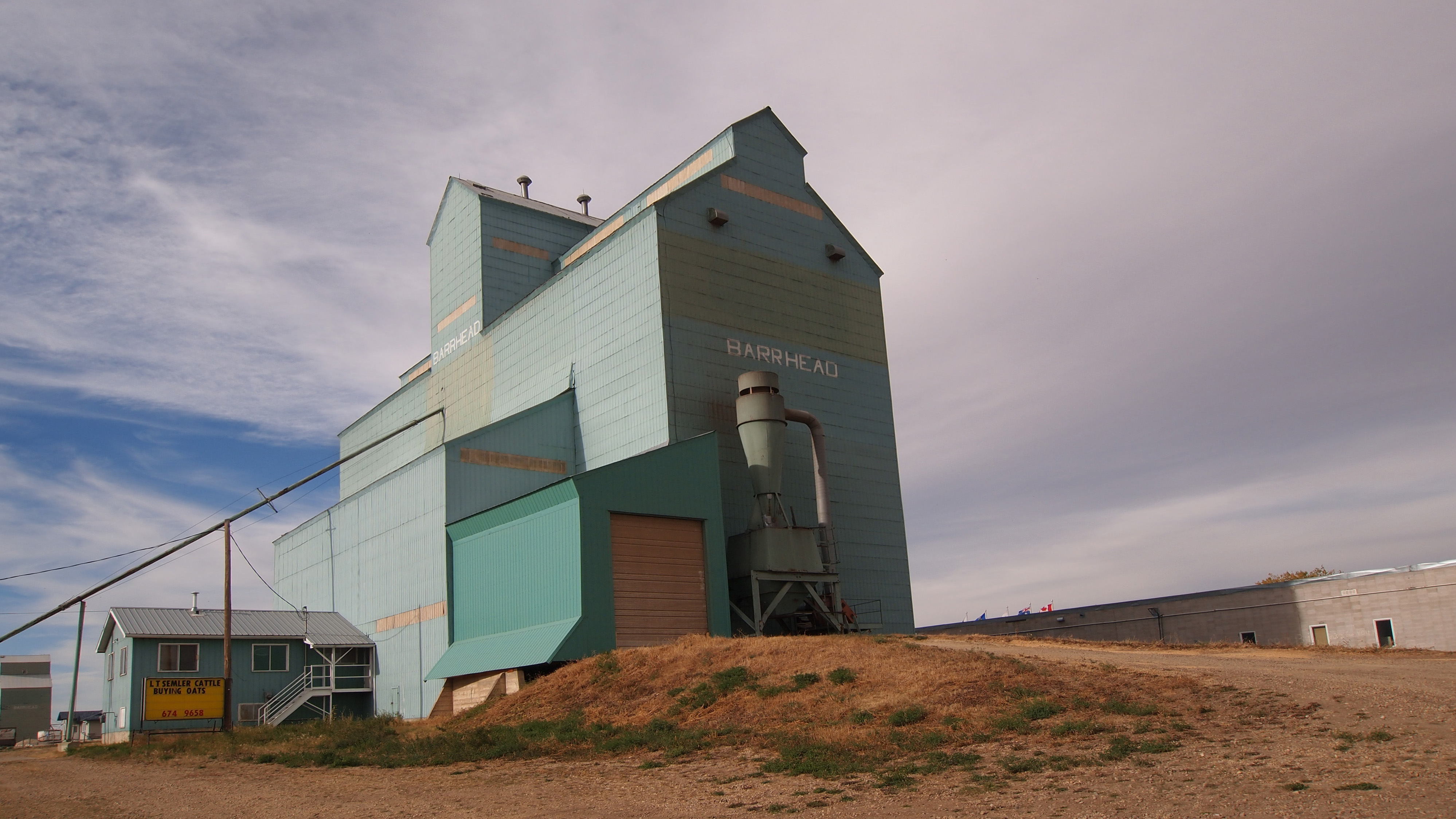
Елеватор